# Лом (Межиця)
Лом (словен. Lom) — поселення в общині Межиця, Регіон Корошка, Словенія. Висота над рівнем моря: 692,3 м.